# Julius Brink
Julius Brink (ur. 6 lipca 1982 w Münster) – niemiecki siatkarz plażowy, mistrz olimpijski 2012 z Londynu, mistrz Świata 2009 oraz dwukrotny mistrz Europy (2011, 2012), a także zwycięzca FIVB Bech Volley World Tour 2009 w parze z Jonasem Reckermannem.
W 2006 r. również zdobył złoty medal mistrzostw Europy, ale w parze z Christophem Dieckmannem.